# Myosotis heteropoda
Myosotis heteropoda är en strävbladig växtart som beskrevs av Ernst Rudolf von Trautvetter. Myosotis heteropoda ingår i släktet förgätmigejer, och familjen strävbladiga växter. Inga underarter finns listade i Catalogue of Life.